# Berlins stadsslott

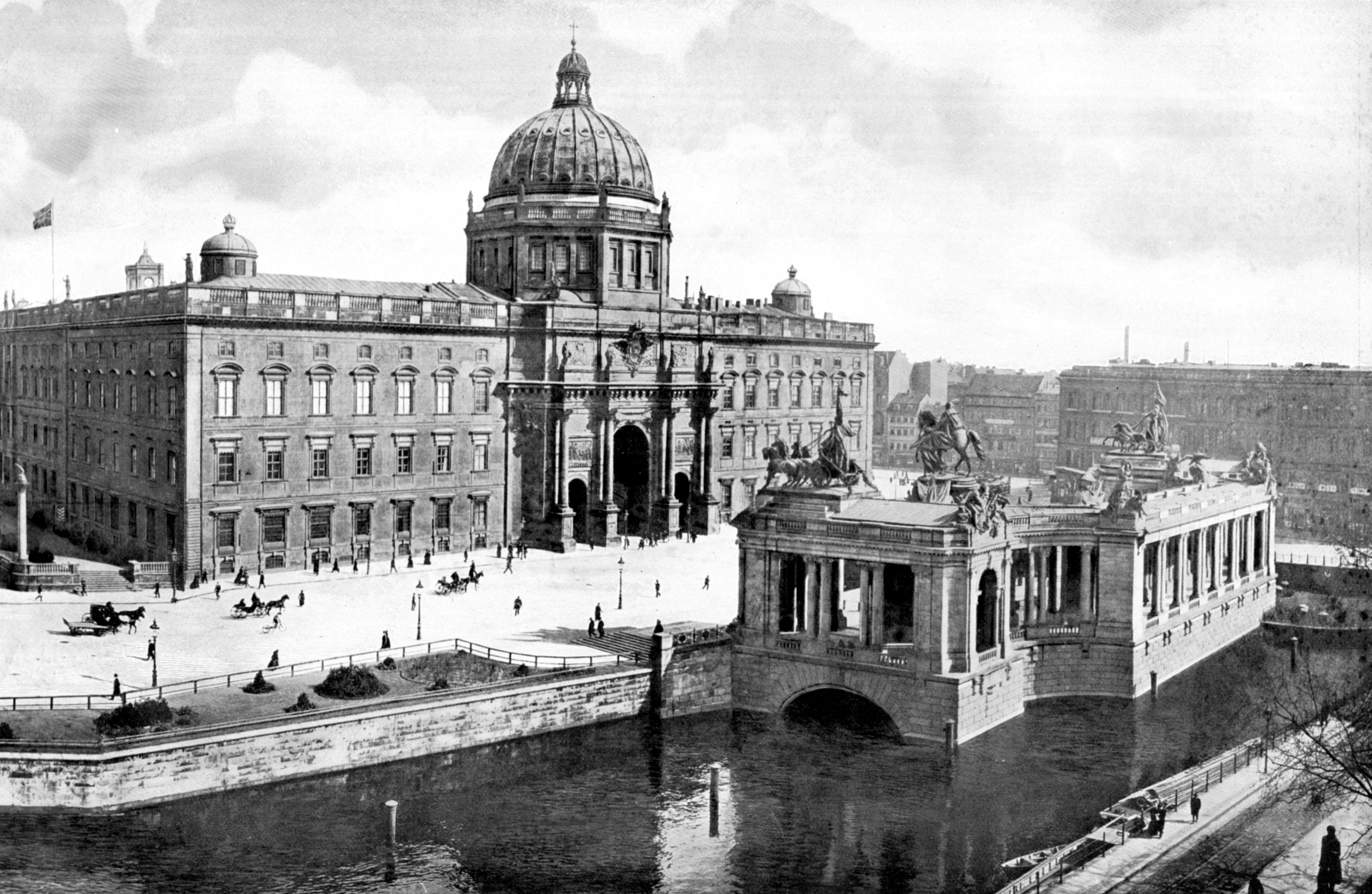
Berlins stadsslott cirka 1900.

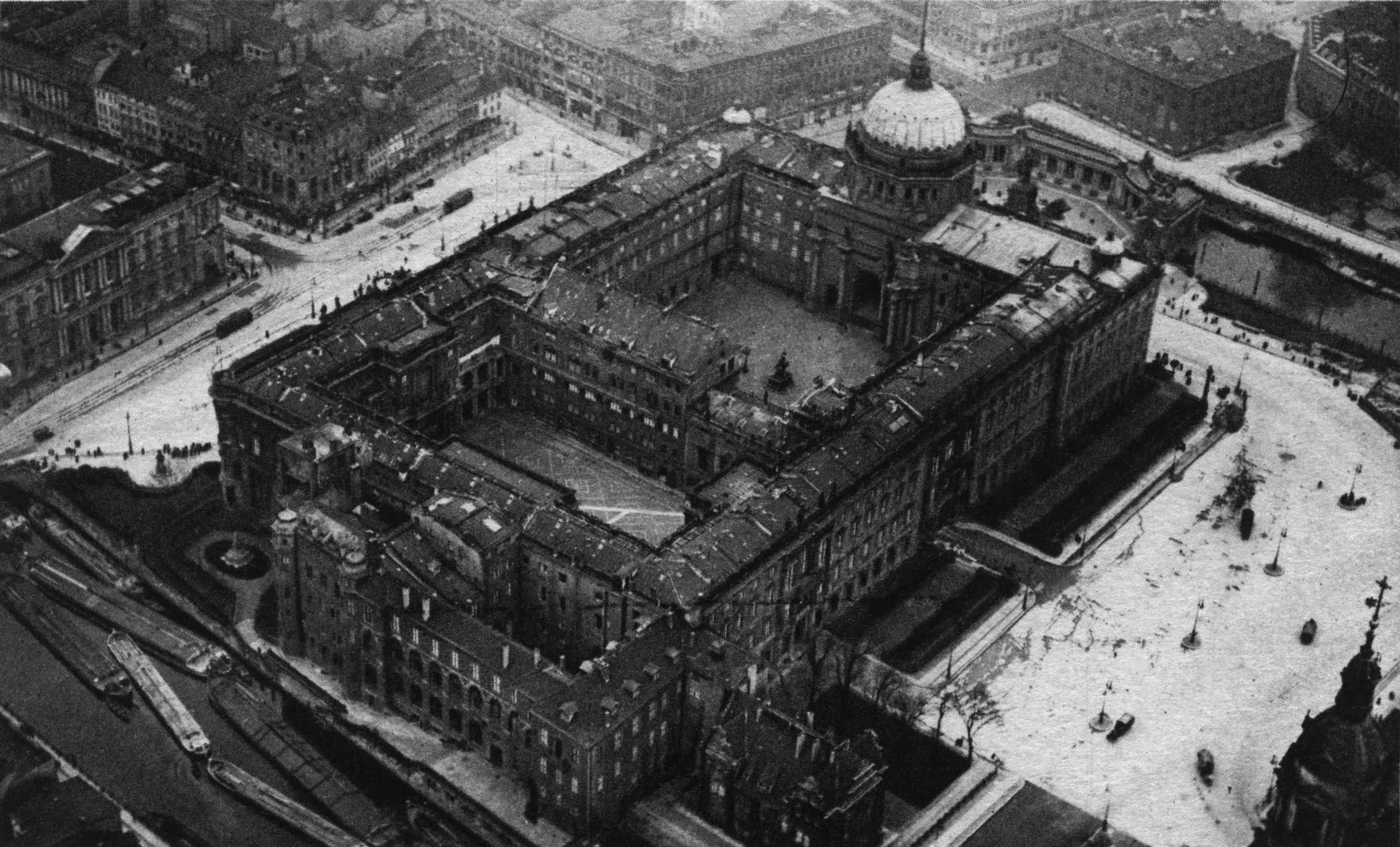
Flygfoto över slottet från början av 1900-talet.

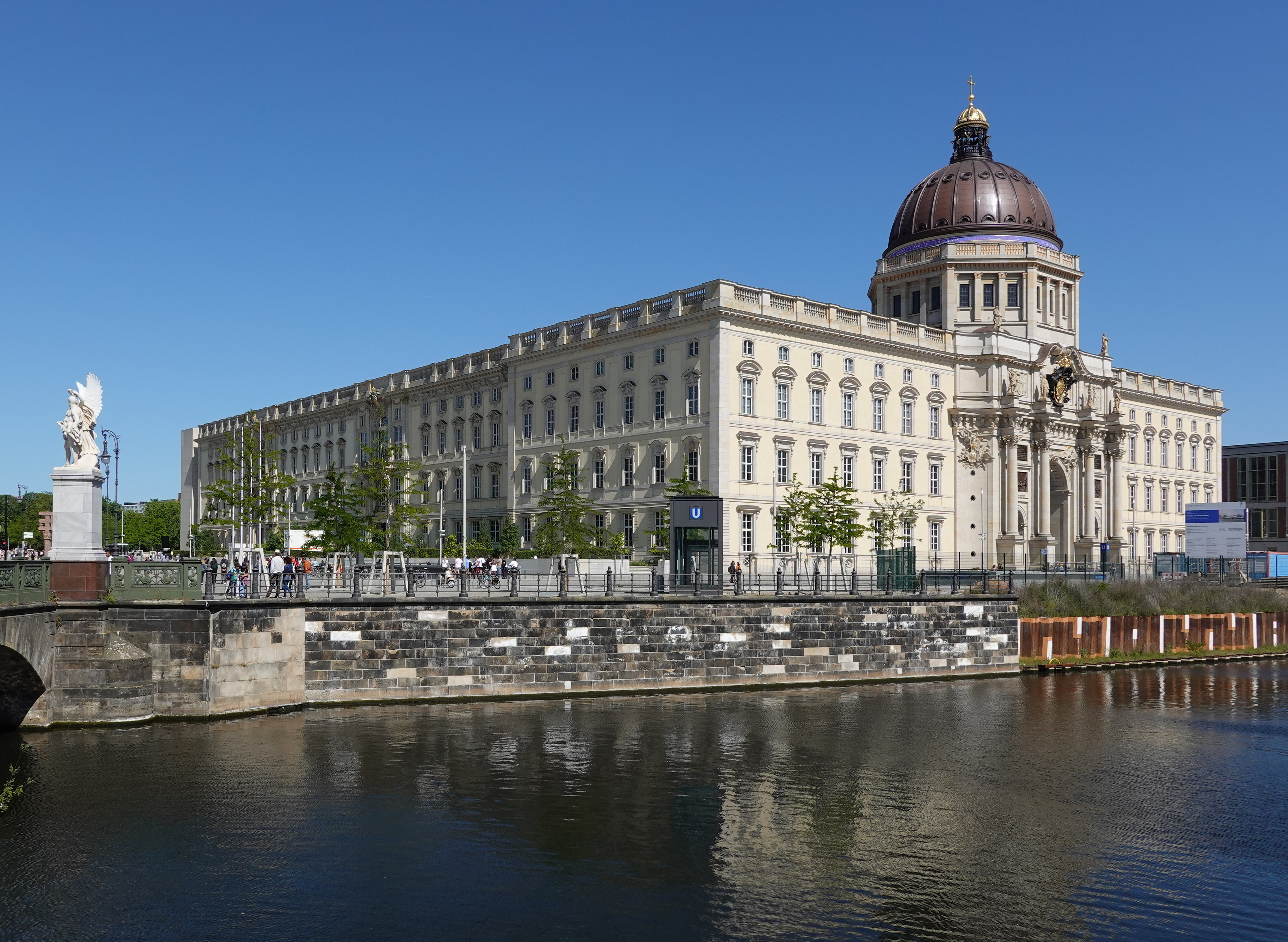
Humboldt Forum med slottets huvudentré, Eosanderportal, (2023).

Berlins stadsslott, tyska: Berliner Schloss, var ett slott på Spreeinsel i centrala Berlin, ursprungligen grundlagt 1443 som residens för kurfurstarna av markgrevskapet Brandenburg och sedermera även officiellt residens för Preussens kungar och de tyska kejsarna. Slottet hade skador efter andra världskriget och sprängdes 1950.
På dess plats byggde Östtyskland 1973–1976 parlamentsbyggnaden Palast der Republik, vilken revs 2006–2008, och 2020 invigdes på samma plats museibyggnaden Humboldt Forum, som på tre sidor har en något modifierad rekonstruktion av slottets fasad.

## Historik
Det första residenset för de brandenburgska markgrevarna i Berlin var det så kallade Hohes Haus, påbörjat under 1200-talet, som låg vid nuvarande Klosterstrasse 76.
Slottet på Spreeinsel uppfördes ursprungligen under 1440-talet av kurfursten Fredrik II av Brandenburg, som förlade sitt huvudresidens till Berlin. Denna första slottsbyggnad ersattes under Joakim II:s regering på 1500-talet av ett renässansslott med de sachsiska kurfurstarnas Schloss Hartenfels i Torgau som förebild.
Från 1400-talet fungerade slottet som huvudresidenset för kurfurstarna av Brandenburg, från 1701 även för Preussens kungar och från 1871 som officiellt säte för kejsarna av det Tyska riket. Slottet stod på Spreeinsel i stadsdelen Mitte, och var uppfört i omgångar från mitten av 1400-talet till 1800-talet. Det fungerade som administrativt centrum för kurfurstendömet Brandenburg och kungariket Preussen och förlorade med tiden stora delar av sin funktion som privat residens för monarkerna, då de från 1700-talet och framåt gärna uppehöll sig i andra palats och kungliga slott i och utanför Berlin, bland annat Sanssouci, Babelsbergs slott och Neues Palais i Potsdam och Charlottenburgs slott samt Altes Palais i Berlin.
Efter novemberrevolutionen i samband med första världskrigets slut 1918 fungerade slottet som museum och användes av andra hyresgäster som till exempel Kaiser Wilhelm-sällskapet. Under andra världskriget förstördes slottet till vissa delar, men bedömdes fortfarande vara i återställbart skick. Under denna period låg slottet i den sovjetiska ockupationssektorn och Östberlin.
På order av Walter Ulbricht sprängdes dock slottet den 30 december 1950. Den gamla Schlossplatz, och området närmast framför, kallades 1951–1994 för Marx-Engels-Platz.
På slottets plats uppfördes, delvis med svensk medverkan, 1973–1976 Palast der Republik, som bland annat inhyste det östtyska parlamentet, Volkskammer. År 2003 beslutades att Palast der Republik skulle rivas, vilket gjordes 2006–2008.

## Rekonstruktion som Humboldt Forum
Huvudartikel: Humboldt Forum

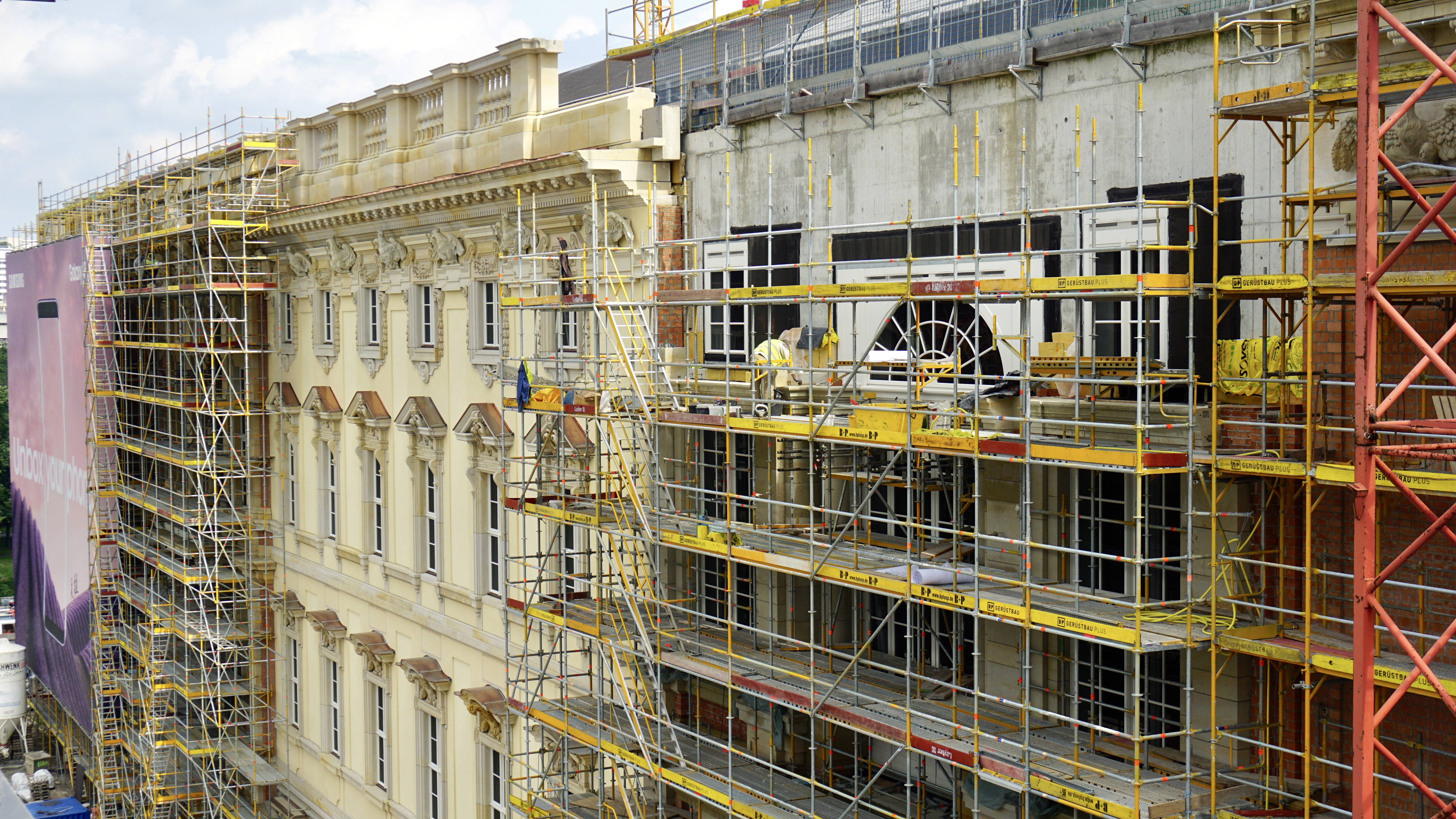
Pågående återuppbyggnad av slottsfasaden (2017).

Efter diskussioner om vad som skulle anläggas på den centrala platsen, beslutades slutligen 2007 att en byggnad med partiell rekonstruktion av slottets fasad skulle uppföras. Efter senareläggning på grund av budgetnedskärningar, påbörjades bygget i juni 2013, och i december 2020 kunde Humboldt Forum invigas.